# Kristján frá Djúpalæk
Kristján Einarsson frá Djúpalæk (* 16. Juli 1916 in Djúpalæk, Skeggjastaðahreppur, Norður-Múlasýsla; † 15. April 1994 in Akureyri) war ein isländischer Schriftsteller.

## Leben
Kristjáns Eltern waren der Landwirt Einar Eiriksson und dessen Frau Gunnþórunn Jónasdóttir. Er selbst war unter anderem Bauer, Lehrer und Journalist sowie Herausgeber der Zeitschrift Verkamaðurinn. Kristján veröffentlichte mehrere Gedichtbände und schrieb außerdem Liedtexte.

## Werke (Auswahl)
- Í þagnarskóg (1948)
- Lífið kallar (1950)